# David Heyman
David Jonathan Heyman (ur. 26 lipca 1961 w Londynie) – brytyjski producent i aktor.

## Filmografia

### Aktor
- 1999 Drapieżcy (Ravenous)
- 1999 Zaginiony syn (The Lost Son)
- 1997 Cookin'
- 1971 Bloomfield

### Producent
- 2019 Pewnego razu... w Hollywood
- 2018 Fantastyczne zwierzęta: Zbrodnie Grindelwalda
- 2016 Fantastyczne zwierzęta i jak je znaleźć
- 2013 Grawitacja
- 2011 Harry Potter i Insygnia Śmierci: Część II
- 2010 Harry Potter i Insygnia Śmierci: Część I
- 2009 A Long Way Down
- 2009 Yucatan
- 2009 The History of Love
- 2009 Harry Potter i Książę Półkrwi (Harry Potter and the Half-Blood Prince)
- 2007 Jestem legendą
- 2007 Harry Potter i Zakon Feniksa (Harry Potter and the Order of the Phoenix)
- 2006 The Curious Incident of the Dog in the Night-Time
- 2006 The Exec
- 2005 Harry Potter i Czara Ognia (Harry Potter and the Goblet of Fire)
- 2004 Harry Potter i więzień Azkabanu (Harry Potter and the Prisoner of Azkaban)
- 2002 Harry Potter i Komnata Tajemnic (Harry Potter and the Chamber of Secrets)
- 2001 Harry Potter i Kamień Filozoficzny (Harry Potter and the Sorcerer’s Stone)
- 1999 Drapieżcy (Ravenous)
- 1994 Ślepa sprawiedliwość (Blind Justice)
- 1994 Super balanga (The Stöned Age)
- 1992 Miasto aniołów 2 (Juice)

## Nagrody
- 2002 – nominacja do Nagrody BAFTA im. Aleksandra Kordy za najlepszy brytyjski film Harry Potter i Kamień Filozoficzny (Harry Potter and the Sorcerer’s Stone)
- 2005 – nominacja do Nagrody BAFTA im. Aleksandra Kordy za najlepszy brytyjski film Harry Potter i więzień Azkabanu (Harry Potter and the Prisoner of Azkaban)
- 2020 – nominacja do Oscara za najlepszy film Pewnego razu... w Hollywood (Once Upon a Time in Hollywood)